# Aemilia mincosa
Aemilia mincosa är en fjärilsart som beskrevs av Druce 1906. Aemilia mincosa ingår i släktet Aemilia och familjen björnspinnare. Inga underarter finns listade i Catalogue of Life.